# Соня Делоне
Соня Делоне (дошлюбний псевдонім Соня Терк (фр. Sonia Delaunay, справжнє ім'я Сара Еліївна Штерн, 1 (14) листопада 1885, Одеса, Російська імперія — 5 грудня 1979, Париж, Франція) — художниця та дизайнерка, представниця напрямку арт-деко (футуризм), засновниця художніх напрямків орфізму та симультанізму. Увіковічнена на Поверсі спадщини.
Мала єврейське походження.

## Біографія
Народилася в сім'ї робітника цвяхового заводу у Градизьку Елії (Іллі) Йосиповича Штерна і одеситки Хани Товелівни Терк.
Батьки народилися у Одесі, але були прописані у Володимирі. В 1897 році батьки з молодшим братом Соні Соломоном і покоївкою мешкали на Прохорівській вулиці у кв. № 9 будинку Степанова. У ті роки він мав № 28, але після перевпорядкування адрес в місті на початку 1900-х мав адресу Прохорівська, 34. Будинок не зберігся. Станом на кінець січня 1897 року Соня Штерн з родиною вже не мешкала.
Соня зростала у родині дядька по матері Анрі (Гейних, Генріх) Терк, який переїхав з Одеси до Петербургу, де мав адвокатську практику. Тут вона отримує прекрасну освіту та виховання, а також ім'я Соня Терк. На шкільних канікулах подорожувала Європою, відвідувала музеї Франції, Німеччини, Італії.
Ще за навчання у гімназії у Санкт-Петербурзі Соня Терк відрізнялась гострим аналітичним розумом. Хоч батьки бачили в ній математикиню, вчитель креслення помітив її незвичайне сприйняття оточуючого світу та хист у малюванні і домігся, щоб Соня навчалася у художніх школах. Спочатку вона вчиться у Німеччині, у Академії витончених мистецтв у Карлсруе. Потім 20-річною від'їжджає до Європи і у 1907 році оселяється в Парижі. Навчається у студіях, входить до кола радикальної французької молоді, знайомиться з колекціонерами. Навчається у академії Ла Палетт (серед вчителів були А. Озанфан и А. Дюнуає де Сегонзак). Попри високий статус закладу, Соня була невдоволена викладанням, вважала його «настрій» занадто критичним. Тому проводила більше часу не в академії, а в галереях навколо Парижа. Роботи того періоду писала під впливом пост-імпресіоністичного мистецтва ван Гога, Поля Гогена та Анрі Руссо, а також фовізму Анрі Матісса та Андре Дерена.
У 23 роки Соня Терк одружується з німецьким критиком та колекціонером Вільгельмом Уде, який займався примітивістами та сучасним живописом і мав власну галерею. Уде був геєм і хотів виправдатися публічним одруженням, а Соня отримувала через його галерею доступ до виставок, тобто до мистецької та літературної еліти. Весілля відбулося 5 грудня 1908 року в Лондоні. За рік Терк залишає Уде, щоб пов'язати життя з молодим абстракціоністом Робером Делоне, з яким познайомилась у галереї Уде і була вражена його картинами. Творчий союз із Делоне став міцним та плідним. З Уде вона зберегла приятельські відносини, він купував полотна пари, розуміючи, наскільки вони обидва талановиті.
За два роки Соня Делоне народила сина Шарля (став істориком джазу). Дядько Терк продовжував допомагати грошима, біля Соні Делоне були цікаві та видатні люди свого часу. Але головною залишалася творчість.

### Орфізм
1911 року Делоне спонтанно зшила ковдру з клаптиків у стилі «печворк» для колиски сина з використанням геометрії та кольору (зараз зберігається у Національному Музеї Сучасного Мистецтва у Парижі). Саме тоді Делоне, за сучасними дослідженнями, відходить від перспективи та натуралізму. Десь у той же час у Парижі йде виставка робіт кубізму, а чоловік Делоне вивчав теорію кольору Ежена Шевреля, і вони починають експерименти з кольором, які назвали «симультанізмом» (від фр. simultanée' — одночасний). Симультанізм виявлявся, коли один малюнок або елемент, розміщений біля іншого, впливав на обидва одночасно — виникав ефект взаємопроникнення предметів один у інший, ефект руху через гру кольору та світла. Делоне пише першу велику у цьому стилі: картину «Бал Булльє» (1912—1913)  [Архівовано 6 червня 2008 у Wayback Machine.].
Творчий стиль Делоне, кубізм за версією подружжя був названий орфізмом у 1913 році — товаришем сім'ї, поетом та критиком Гійомом Аполінером. Малося на увазі перетворення світу новим Орфеєм, творцем структур, не запозичених з дійсності. Через Аполлінера Соня Делоне зустрічається і товаришує з поетом Блезом Сандраром у 1912 році та ілюструє його поему «Транссибірський експрес», створивши 2-метрову «симультаністичну» книжку-«розкладачку» і оздобивши її орнаментами, де текст накладався на малюнки. Книга, що вийшла накладом лише в 150 екземплярів та продана лише за підпискою, викликала переполох у паризької критики. Пізніше «симультаністична» книга демонструвалась на Осінньому салоні у Берліні у 1913 році разом з іншими її творами ужиткового мистецтва, наприклад, сукнями. Інновація Делоне, а саме вдале використання кубічних елементів в оздобленні книги, настільки вразили художній бомонд, що Пауль Клеє запозичив їх для своїх робіт.
Через Першу світову Делоне з чоловіком вимушено переселяється з Парижа до Іспанії у 1914 році, згодом до Португалії. Там вони дізнаються про революцію в Росії 1917 року і розуміють, що допомоги від дядька вже не отримають. Художниця вирішує заробляти на життя роботами ужиткового мистецтва. Навіть неспокійне оточення та матеріальні труднощі не згасили її інтерес до мистецтва. І хоча всі турботи про сім'ю були на плечах мисткині, вона береться буквально до всього, без проблем переключаючись з одного виду діяльності до іншого: створює моделі одягу та взуття, малюнки до гральних карт, силуети автомобілів, театральні костюми. Створює ткані килими, ілюструє книги, займається керамікою та вітражами. У Іспанії знайомиться С. П. Дягілевим, бере участь у його антрепризі (костюми до балету «Клеопатра» на музику А. С. Аренського, 1918). У 1920 р. створила костюми для опери «Аїда» для театру Лісео у Барселоні, де використала, як і в костюмах для «Клеопатри», безпредметний декор.
Після повернення до Франції у 1920 році Делоне розробляє малюнки до тканин для ліонських фабрик. У 1924 році відкриває разом з Ж. Хеймом «Симультанистський бутік» (який увійшов до складу Міжнародної виставки декоративного мистецтва в Парижі 1925 року), де демонструвались моделі ділових, вечірніх та спортивних суконь з тканин авангардного типу — з крупними кольоровими візерунками, розрахованими на те, що вони пасуватимуть до аналогічних декоративних ритмів модних інтер'єрів. У пошуках універсального дизайну Делоне оформляла, разом з одягом, низку інших виробів — аж до автомобілів. Багато в чому завдячуючи саме Соні Делоне  стиль «ар деко», що поєднував модерн та авангард, став вирішальним фактором міжвоєної моди. Завоювання «ар деко» були закріплені альбомами художниці, що вийшли у Парижі («Тканини та килими Соні Делоне, 1928; Композиції. Кольори. Ідеї», 1930). У 1931 р. співорганізувала салон «Abstraction — Creation» («Абстракція — творчість»), а у 1939 — салон «Нові реальності» у Парижі.
Делоне з чоловіком займається й монументальними роботами для виставкових павільйонів. У 1937 році вони оформлюють павільйони «Повітроплавання» та «Хімія», представляючи Францію на Всесвітній виставці в Парижі. Величезні композиції «Диски», які зберігаються в Музеї сучасного мистецтва у Парижі, стають художнім заповітом Робера Делоне — він помирає в 1941 році від раку.

### Визнання
Після 1941 року Соня Делоне продовжує працювати над спільними проєктами, публікує теоретичні праці чоловіка посмертно. Вона пише спогади про нього та своїх друзів — Аполлінера, Пікассо, М. Жакоба, Леже, Ж. Брака, Олександру Екстер (близьку подругу), В. Кандинського, Н. Альтмана, О. Архипенка та інших.
Делоне отримує справжнє визнання, достаток. Володіючи чудовим ательє, великою колекцією картин різних художників, продовжує займатися дизайном, демонструє власні моделі.
Майже на всіх виставках абстрактного мистецтва повоєнної Європи Делоне експонує свої роботи та роботи чоловіка. У 1963 дарує Франції 117 власних робіт та робіт чоловіка. Через рік у Луврі проходить презентація цього величезного дару (Делоне стала першою жінкою-художницею, чия ретроспективна виставка у Луврі відбулася за життя). У 1975 нагороджена вищою нагородою Франції — орденом Почесного Легіону. Навіть у 93 роки Делоне була надзвичайно живою, демократичною, доступною співрозмовницею, наставницею молоді. Вона також була кавалеркою Мистецтв та Літератури.
Померла Соня Делоне у віці 94 років у Парижі.
У 2004 році робота Соні Делоне «Сонечко» (Coccinelle)   була розміщена на поштовій марці, випущеній спільно французькою поштою (La Post) та Королівською поштою Великої Британії (Royal Mail) на честь сторіччя підписання «сердечної угоди» Антанти (франц. Entente cordiale).
На жаль, робіт Соні Делоне не залишилось в Україні, де вона народилася, хоча її ім'я стоїть одним із перших серед художників світового авангарду. Проте вона ніколи не забувала Батьківщини. «Яскраві фарби я люблю, — писала Делоне в книзі спогадів із символічною назвою „Ми йдемо до сонця“. — Це фарби мого дитинства, фарби України».
Заснувавши мистецький напрямок, Соня Делоне пояснювала свою творчість (чоловік був більше практиком). Вона неодноразово підкреслювала, що створити образи симультанізму їй дозволили враження від української культури, яскравих українських весіль.
Після її смерті польські газети писали: померла видатна українка Соня Делоне. На її українськості наголошували й французи.

## Вшанування пам'яті
- 6938 СоняТерк — астероїд, названий на честь художниці[20].
- Соня Делоне стала однією з 36 українок, обличчя та силует яких стали праобразом української серії ляльок "Барбі"  "Barbie: Пані України"[21]
- У місті Одеса перейменували провулок Гаршина на провулок Соні Делоне.
- У місті Кременчук вулицю Партизанську перейменували на вулицю Соні Делоне.
- У місті Київ вулицю Пушкіна перейменували на вулицю Соні Делоне.[22]